# Шумилин, Борис Тихонович
Бори́с Ти́хонович Шуми́лин (25 мая 1922 года, г. Брянск, РСФСР, — 15 мая 2003 года, г. Москва, Российская Федерация) — советский деятель органов внутренних дел, генерал-полковник внутренней службы (30.10.1981), участник Великой Отечественной войны.

## Биография
Родился 25 мая 1922 года в городе Брянске. Отец, Тихон Васильевич, окончил Ленинградский электротехнический институт, долгое время работал в системе электроэнергетики Ленинграда. Мать, Ксения Лаврентьевна, — учительница.

### Великая Отечественная война
В РККА с сентября 1940 года. До августа 1941 года служил командиром отделения (110-я стрелковая дивизия). Боевое крещение принял в боях под Могилевом.
В декабре 1941 года вступил в партизанский отряд № 128 (затем был преобразован в партизанскую бригаду № 14 Могилевского соединения). В этом отряде Борис Шумилин воевал с января 1942 года по октябрь 1943 года.
В бою у деревни Печкуры Шумилин уничтожил вражеского пулеметчика, однако, прикрывая отход своей группы, сам получил тяжелое ранение в ногу, после этого долго лечился.
Во время излечения Шумилин и другие бойцы решили выпускать боевой листок «Партизан-диверсант», затем он перерос в настоящий журнал. 1 мая 1942 года появился первый выпуск листка «Партизан-диверсант. Орган командования и партийной организации 128-го партизанского отряда». В журнале приводились сводки о положении на фронтах, рассказывалось о подвигах бойцов отряда, помещались советы молодым партизанам и многое другое. Журнал выпускался в перерыве между боями. Шумилин стал главным редактором.
После выздоровления Борис Тихонович был назначен политруком разведки 14-й партизанской бригады Могилевского партизанского соединения, был награждён орденом Красной Звезды. Член ВКП(б) с зимы 1942—1943 годов.
После соединения отряда с регулярными частями РККА Шумилин был направлен секретарем райкома комсомола, а затем на переобучение в Москву в Центральную школу партизанского движения. После окончания учёбы был направлен в Брестское партизанское соединение, в подпольный обком ВЛКСМ, в котором воевал до момента освобождения Бреста. В подполье провел свыше 26 месяцев.

### Послевоенный период
В июле 1944 года после освобождения Белорусской ССР был назначен секретарем Брестского обкома комсомола по пропаганде и агитации, а в мае 1947 года был избран первым секретарем Брестского обкома комсомола. Стал делегатом XI съезда комсомола.
Около двух лет заведовал областным отделом народного образования. Учился сначала в Высшей партийной школе, затем Белорусском государственном университете, окончил его в 1957 году. После окончания учёбы работал заведующим отделом пропаганды и агитации Брестского обкома компартии Белоруссии.
В декабре 1957 года возглавил Кобринский райком партии, затем был заместителем заведующего отделом партийных органов ЦК Коммунистической партии Белоруссии, был избран членом ЦК Компартии Белоруссии, депутатом Верховного Совета Белорусской ССР.

### В МВД СССР
В органах внутренних дел с 1965 года, в этом же году полковник Шумилин был назначен министром охраны общественного порядка Белорусской ССР.
В январе 1967 года Шумилин занял пост заместителя министра общественного порядка (затем внутренних дел) СССР. На этом посту Шумилин курировал работу всей советской милиции, уделял большое внимание борьбе с хулиганством и нравственному воспитанию граждан. Неоднократно консультировал многие советские фильмы и сериалы, в том числе и знаменитый сериал «Рождённая революцией». Несколько раз избирался депутатом Верховного Совета РСФСР.
Во время подготовки и проведения Олимпиады — 80 Шумилин был председателем комиссии по безопасности (работал вместе с Б. К. Елисовым).
Из воспоминаний генерал-полковника Бориса Елисова:

Необходимо отметить, что Борис Тихонович в работе видел главное, на мой взгляд, это важнейшее качество руководителя государственного уровня. Практически Борис Тихонович был во всех уголках Союза. У Шумилина была особая интуиция на все новое, передовое в масштабах Союза. Близко меня судьба свела уже в столице, когда я работал начальником ГУООП. Этой важной службе Борис Тихонович всегда уделял много внимания. Он был куратором ГУООПа. Вклад его в деятельность милиции велик.

### В отставке
В мае 1983 года Шумилин ушёл в отставку в звании генерал-полковника.
В 1986 году стал председателем Комитета ветеранов войны и труда СССР, членом Президиума и председателем комиссии по работе с молодежью.
В 1990 году Шумилин возглавил Совет ветеранов органов внутренних дел и внутренних войск России, а в 1996 году стал председателем Всероссийской комиссии партизан, подпольщиков и участников антифашистского сопротивления. Был членом Комитета ветеранов войн Российской Федерации, заместителем председателя Совета ветеранов труда, войны, Вооруженных Сил и правоохранительных органов Российской Федерации, членом Комиссии по делам ветеранов при Президенте России, членом Оргкомитета при Правительстве России.
Выдвигался в Госдуму РФ от ДМ в 1993 году.
Жил в Москве. Долго болел, умер 15 мая 2003 года.

## Награды и почётные звания
- Орден «За заслуги перед Отечеством» IV степени
- Орден Почёта
- Орден Октябрьской Революции
- Орден Отечественной войны I степени
- 4 Ордена Трудового Красного Знамени (в т.ч. 28 октября 1948)
- Орден Красной Звезды (1942)
- Орден «Знак Почёта»
- Медали «Партизану Отечественной войны» I степени и II степени
- Медаль «В ознаменование 100-летия со дня рождения Владимира Ильича Ленина»
- Медаль «За победу над Германией в Великой Отечественной войне 1941-1945 гг.»
- Медаль «За доблестный труд в Великой Отечественной войне 1941-1945 гг.»
- Почётный сотрудник госбезопасности
- Заслуженный работник МВД
- Почётный сотрудник МВД России
- Благодарность Президента Российской Федерации[2]
- Почётная грамота Правительства Российской Федерации (20 мая 1997) — за мужество, проявленное в годы Великой Отечественной войны 1941—1945 годов, содействие в проведении социальной политики государства, личный вклад в развитие ветеранского движения и в связи с 75-летием со дня рождени[3]
- Орден Красного Знамени (Монголия)
- другие награды

## Труды
Некоторые сочинения
- Шумилин Б. Т. Паспорт гражданина СССР. — М.: Знание, 1976. — 64 с. — (Новое в жизни, науке, технике. 8/1976).
- Шумилин Б. Т. Пьянство и правонарушение. — М.: Знание, 1979. — 60 с. — (Новое в жизни, науке, технике: Государство и право (Выпуск 12)).
- Шумилин Б. Т. Молоткастый, серпастый… (о паспорте гражданина СССР) / А. Я. Сухарёв. — М.: Юридическая литература, 1979. — 126 с. — 50 000 экз.

Некоторые фильмы и сериалы, которые консультировал Б. Т. Шумилин
- Рождённая революцией
- Золотая мина — главный консультант
- Холодное лето пятьдесят третьего… — главный консультант
- По данным уголовного розыска
- Сицилианская защита